# HP 30er-Serie

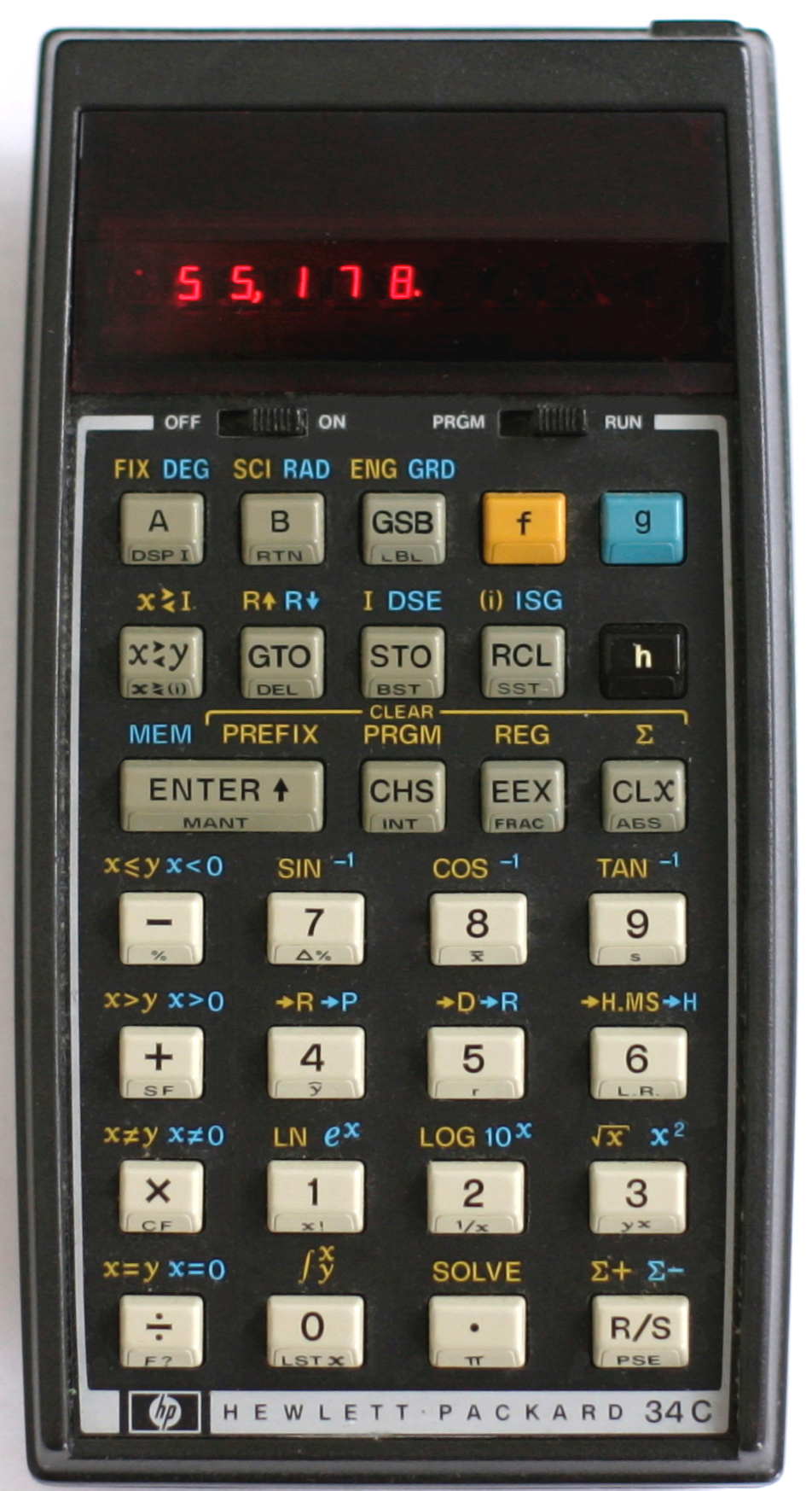
Der HP-34C von 1979 war das Spitzenmodell der Serie

Die Taschenrechner der „Dreißiger“-Reihe, auch als „Spice“ bekannt, verkörpern nach den Modellen der „Zwanziger“-Reihe die dritte Generation der Taschenrechner von Hewlett-Packard und wurden ab 1978 auf den Markt gebracht. Diese Serie umfasst vier Modelle für die wissenschaftliche und zwei Modelle für die kaufmännische Anwendung. Alle Rechner verfügen über eine LED-Anzeige und werden von einem Batteriepack aus zwei aufladbaren NiCd-Zellen der Größe AA versorgt, der innerhalb der Serie austauschbar ist; ihr Tausch ist durch einen Deckel an der Unterseite ohne Werkzeug möglich. Dazu gehörte ein Netzteil, das auch zum Laden der Akkus verwendet wurde. Die Masse der Rechner lag modellabhängig zwischen 170 und 220 g.
Als Eingabemethode verwenden die Rechner die umgekehrte polnische Notation (UPN).

## Modelle
Die Serie umfasst folgende Modelle (mit dem Jahr ihrer Produktion):
- HP-31E – Mathematisch-naturwissenschaftlicher Taschenrechner; Basismodell (1978–1980)
- HP-32E – Mathematisch-naturwissenschaftlicher Taschenrechner; mittlere Anforderungen (1978–1983)
- HP-33E/C – Programmierbarer mathematisch-naturwissenschaftlicher Taschenrechner; mittlere Anforderungen (33E: 1978–1983, 33C: 1979–1983)
- HP-34C – Programmierbarer mathematisch-naturwissenschaftlicher Taschenrechner; hohe Anforderungen (1979–1983)
- HP-37E – Finanzmathematischer Taschenrechner und Nachfolger des HP-22 (1978–1983)
- HP-38E/C – Programmierbarer finanzmathematischer Taschenrechner (38E: 1978–1981, 38C: 1979–1983)

## Der HP-31E
Der HP-31E diente als Basismodell für einfache mathematisch-naturwissenschaftliche Problemstellungen und ist in dieser Baureihe das Modell mit der kleinsten Ausstattung. Er war für seine Zeit mit einem Preis von nur 60 US-Dollar (nach heutiger Kaufkraft ca. 250 USD) bemerkenswert günstig. Dazu trug bei, dass HP für diese Rechner eine neuartige, lötfreie und rationelle Zusammenbaumethode entwickelt hatte. Bereits dieses Modell verfügte über trigonometrische Funktionen und Einheitenumrechnungen, war aber nicht programmierbar.

## Der HP-32E
Dieses nächstbessere Modell verfügte zusätzlich über Statistikfunktionen, Fakultät (x!), und zusätzliche Umrechnungsfunktionen. Diese Vielfalt macht eine Dreifachbelegung der Tasten erforderlich. Der HP-32E verfügte über mehr Datenspeicher als das Basismodell, war aber immer noch nicht programmierbar.
Unter der Bezeichnung HP-32S erschien 1988 ein erheblich verbesserter Nachfolger mit ähnlicher Zielrichtung, der aber technologisch mit dieser Familie nichts mehr gemein hat.

## Der HP-33E/C

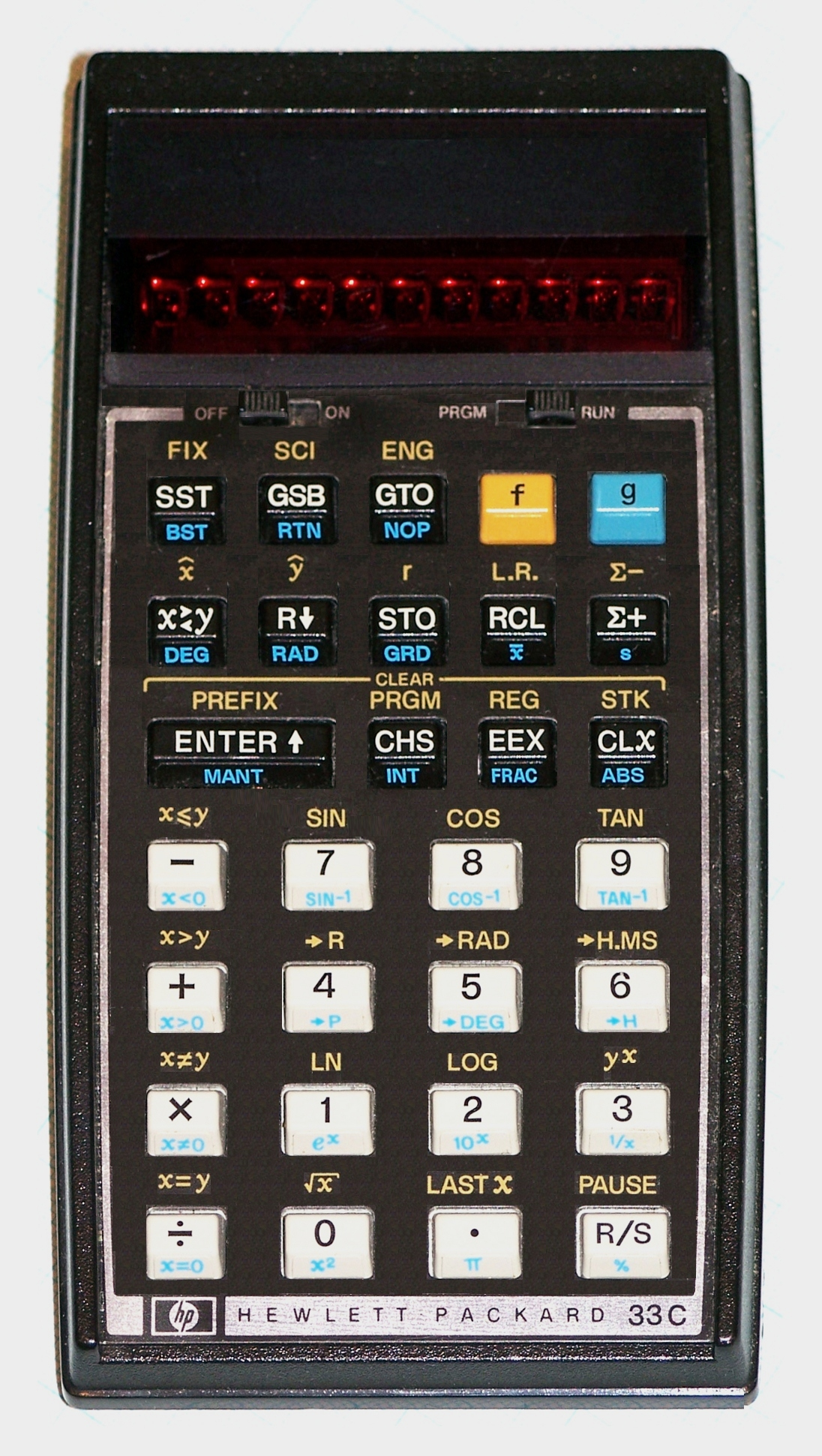
HP-33C

Der HP-33 war das einfache programmierbare Modell der Reihe. Äußerlich war er dem HP-32 sehr ähnlich. Die Programmierbarkeit erforderte, auf die meisten der Funktionen, die beim HP-32 hinzugekommen waren, zu verzichten. Wie zu dieser Zeit üblich, gingen alle Speicherinhalte beim Ausschalten verloren; das spätere Modell HP-33C wies diesen Nachteil nicht auf.

## Der HP-34C
Der HP-34 war das Spitzenmodell der Reihe und der erste Taschenrechner, bei dem eine numerische Nullstellensuche und eine numerische Integration vorprogrammiert waren. Die Argumente dieser Operationen konnten vom Benutzer in Form eines Unterprogramms definiert werden. Der Speicher war wesentlich erweitert worden und wurde beim Ausschalten erhalten. Die Programmierung umfasst bedingte Verzweigungen, Unterprogramme und indizierte Adressierung. Bei diesem Modell waren die Tasten vierfach belegt, wie dies auch schon beim HP-67 der Fall gewesen war. Das Anwendungshandbuch des HP-34 enthielt ausführliche Erläuterungen dieser komplexen Funktionen und umfasste auch zwei Spiele.

## Der HP-37E
Dieses Modell richtete sich an kaufmännische Anwender und verfügte daneben über Statistikfunktionen.

## Der HP-38E/C

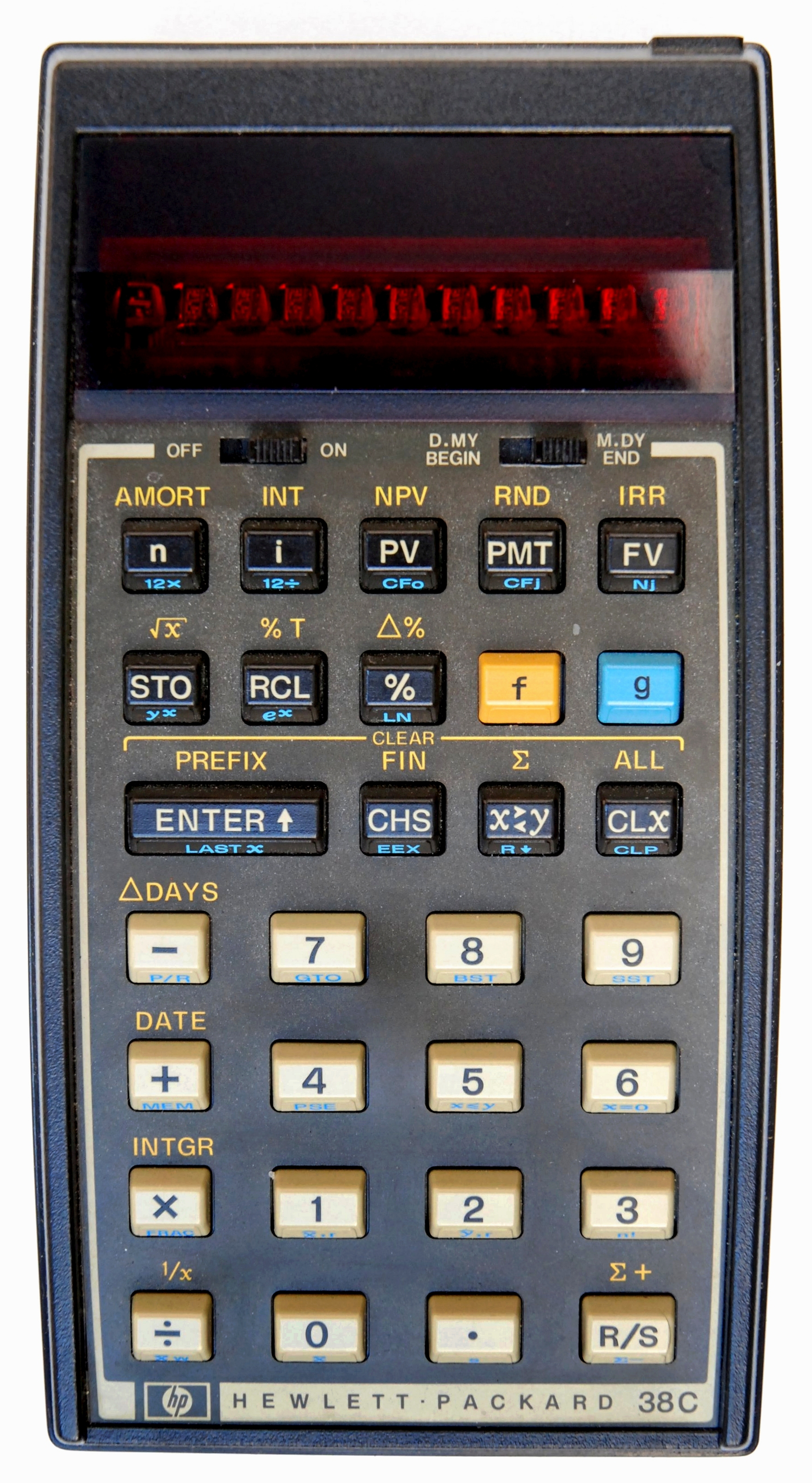
HP-38C

Der höherwertige HP-38 verfügte über höhere kaufmännische Funktionen wie Cash-Flow-Analyse und Datumsarithmetik und war der erste programmierbare Rechner für diesen Anwendungsbereich. Seine Tasten waren dreifach belegt, ebenfalls ein Novum für einen kaufmännischen Rechner. Ähnlich wie bei HP-33 erschien ein Jahr nach dem ersten Modell eine verbesserte Version mit nichtflüchtigem Speicher.

## Fertigungstechnik
Die ersten Modelle der Serie waren lötfrei gefertigt, indem ein metallisches „Rückgrat“ die Chips an eine flexible Leiterplatte presste. Dies erlaubte eine rationelle Montage, es zeigte sich aber, dass die Zuverlässigkeit früherer Modelle so nicht zu erreichen war, da sich im Laufe der Zeit Kontaktschwierigkeiten ergaben. In den früheren 1980er Jahren wurde der Aufbau daher zurück zur ursprünglichen Technik geändert. Diese neueren Modelle haben eine starre Leiterplatte und sind durch den Wegfall des Druckrahmens etwas über 40 g leichter als die ersten Modelle. Die Gehäuseteile sind verschraubt.

## Bewertung und Nachfolger
Zur Zeit des Erscheinens dieser Rechner befand sich die Elektronikindustrie in einer stürmischen Phase in einer Zeit, als noch keine Marktsättigung mit Taschenrechnern eingetreten war. Insbesondere war für diese Geräte bedeutsam, dass sich die LC-Technologie zügig durchzusetzen begann. Diese wurde bereits 1979 im HP-41 eingesetzt, wie auch in den späteren Rechnern, die die „Dreißiger“ zügig ablösten. Diese Rechner waren die letzten Rechner mit Leuchtdioden-(LED-)Anzeige und wurden zu Beginn der 1980er Jahre durch die Familie des HP-10C abgelöst.